# High Street – Brooklyn Bridge
High Street – Brooklyn Bridge – stacja metra nowojorskiego, na linii A i C. Znajduje się w dzielnicy Brooklyn, w Nowym Jorku i zlokalizowana jest pomiędzy stacjami Fulton Street i Jay Street – MetroTech. Została otwarta 24 czerwca 1933.